# 国立自然史博物館 (インド)
国立自然史博物館（こくりつしぜんしはくぶつかん、英: National Museum of Natural History, NMNH）は、インドのニューデリーに存在した、博物学を取り扱ったインド国立の博物館である。環境・森林・気候変動省の監督の元、1972年に設立され、1978年に開館した。2016年4月26日の火災で建物と全てのコレクションを失った。

## 使命
国立自然史博物館の使命は国立自然史博物館自身のみならず、国内各地の地域自然史博物館で環境教育を促進することであった。そのために学校の環境教育で使うための貸出キット等の提供、国内外の機関・組織との博物学プロジェクトの調整、博物学研究の指揮を行ってきた。

## 沿革
国立自然史博物館はインド独立25周年記念の一環として設立された。当時のインドの総理大臣であるインディラ・ガンディーは、「環境意識を向上させるため」に、このような博物館がインドには必要なのである、と述べた。建物の整備と展示品の収集に数年要し、1978年の環境の日（6月5日）に開館した。
建物の保守状況が悪いとする、2012年のネガティブな政府の報告書の後、バイロン・マーグ (Bhairon Marg) のグリーン認定を受けた建物に、25億インド・ルピー（2015年7月時点のレートにして3940万ドル）を掛けて移転する計画が作られた。移転予定地は、国立動物公園や国立工芸博物館、パーアーナ・キーラ、国立科学センターなどが近くにある。また、ボーパール、ブバネーシュワル、ガントク、マイソール、サワーイー・マードープルには、地区館が開館している。

### 2016年4月の火災
2016年4月26日早朝（現地時間）、博物館内の火災によって、コレクションの全てが焼亡した。この火災は午前1時30分頃、インド商工会議所が入居する6階から発生した。最終的に、収蔵品が保管されていた博物館施設上層階まで延焼し、消防が火災の制圧に成功するまでに、全てのコレクションを焼き尽くした。消火活動には200人程度の消防士と35台の消防車が出動し、消火には3時間半以上を要した。6人が建物に閉じ込められ、煙を吸い込んだとして病院に搬送された。
報告書では、スプリンクラー設備が正常に作動せず、それが壊滅的被害の原因となった、と示されている。公式ウェブサイトでは、「2016年4月26日の火災により、博物館本館での全ての活動を一時休止します」と掲示されている。